# Tosh McKinlay
Thomas Valley McKinlay (Glasgow, 3 dicembre 1964) è un ex calciatore scozzese, di ruolo difensore.

## Palmarès

### Club

#### Competizioni nazionali
- Campionato scozzese: 1

Celtic: 1997-1998
- Coppa di Lega scozzese: 1

Celtic: 1997-1998
- Coppa di Scozia: 1

Celtic: 1994-1995